# Jerzy Braun
Jerzy Braun   (Bydgoszcz, 13 d'abril de 1911 - Crawley, 8 de març de 1968) va ser un remer polonès que va competir durant les dècades de 1920 i 1930.
El 1932 va prendre part en els Jocs Olímpics de Los Angeles, on disputà dues proves del programa de rem. Guanyà la medalla de plata en la competició del dos amb timoner, formant equip amb Janusz Ślązak i Jerzy Skolimowski; i la de bronze en la prova del quatre amb timoner, formant equip amb Janusz Ślązak, Stanisław Urban, Edward Kobyliński i Jerzy Skolimowski. Quatre anys més tard, als Jocs de Berlín, quedà eliminat en sèries en la prova del dos amb timoner.
En el seu palmarès també destaquen dues medalles, una de plata i una de bronze, al Campionat d'Europa de rem i 13 títols nacionals.
Durant la Segona Guerra Mundial va lluitar amb l'Exèrcit polonès de l'Oest com a oficial del Segon Cos de l'Exèrcit Polonès. Després de la guerra es va traslladar a Anglaterra, on va morir el 8 de març de 1968.